# Masaaki Yanagishita
Masaaki Yanagishita (柳下 正明?, Yanagishita Masaaki; Shizuoka, 1º gennaio 1960) è un allenatore di calcio ed ex calciatore giapponese, di ruolo difensore.

## Caratteristiche tecniche
Preferisce schierare le sue squadre con il 4-4-2.

## Carriera
La prima squadra allenata è stato lo Júbilo Iwata. In seguito allena per tre anni in Consadole Sapporo.
Tornato allo Júbilo Iwata nel biennio 2009-2011, dall'11 giugno 2012 allena gli Albirex Niigata.

## Palmarès

### Giocatore

#### Competizioni nazionali
- Japan Soccer League: 1

Yamaha Motors: 1987-1988
- Coppa dell'Imperatore: 1

Yamaha Motors: 1982

### Allenatore

#### Competizioni nazionali
- Coppa J.League: 1

Júbilo Iwata: 2010
- J.League Division 2: 1

Consadole Sapporo: 2007

#### Competizioni internazionali
- Coppa Suruga Bank: 1

Júbilo Iwata: 2011